# Cleiton Oliveira
Cleiton de Oliveira (Boa Esperança, 28 de maio de 1977) é um professor e político brasileiro. Atualmente, é deputado estadual eleito pelo Democracia Cristã (DC). Em agosto de 2019 filiou-se ao Partido Social Brasileiro (PSB).
Nas eleições de 2018, elegeu-se deputado estadual com 31.347 votos.  